# اضطراب القلق
اضطرابات القلق هي صنف من أصناف الاضطراب النفسي والذي يميز من خلال الإحساس بالقلق والخوف، حيث أن القلق هو حمل هم الأحداث المستقبلية، والخوف هو رد فعل على الأحداث الحالية. هذه المشاعر يمكن لها أن تسبب أعراض جسمانية، مثل تسرع القلب والرجفان. هناك عدة أشكال من اضطرابات القلق، بما في ذلك اضطراب القلق العام، والرهاب واضطراب القلق الاجتماعي واضطراب الهلع. لكل من الاضطرابات السابقة أعراضها الخاصة، ولكنها تشترك كلها في أعراض القلق.يمكن لاضطرابات القلق أن تورّث، ولكنها أيضاً يمكن أن تأدي إلى معاقرة المواد بما في ذلك الكحول والكافيين. وعادة ما تصاحب هذه الاضطرابات اضطرابات أخرى مثل الاضطراب الاكتئابي والاضطراب ذو الاتجاهين، بالإضافة إلى اضطرابات أخرى في الشخصية مثل اضطراب الأكل.
يشمل مفهوم القلق أربعة مفاهيم من التجارب التي يمكن أن يمر بها شخص ما، وهي التوجس النفسي، والتوتر الجسدي، والأعراض الجسدية، والقلق التفارقي. تتفاوت المشاعر الموجودة في اضطرابات القلق من العصبية البسيطة إلى نوبات من الفزع.
سبب اضطرابات القلق هو مزيج من العوامل الجينية والبيئية. تشمل عوامل الخطر تاريخًا من إساءة المعاملة أثناء الطفولة، والتاريخ العائلي للاضطرابات النفسية، والفقر. غالباً ما تحدث اضطرابات القلق مع اضطرابات عقلية أخرى، لا سيما اضطراب الاكتئاب الشديد واضطراب الشخصية واضطراب تعاطي المخدرات. يجب أن تكون الأعراض موجودة لمدة 6 أشهر على الأقل من أجل التشخيص بالقلق، وأن تكون أكثر مما هو متوقع كرد فعل لحدث ما، وأن تخفض أداء الفرد. المشاكل الأخرى التي قد تؤدي إلى أعراض مماثلة تشمل فرط نشاط الغدة الدرقية، أو مرض القلب، أو الكافيين، أو الكحول، أو القنب، والانسحاب من بعض الأدوية.
بدون علاج، تميل اضطرابات القلق إلى البقاء. قد يشمل العلاج تغييرات في نمط الحياة، وتقديم المشورة، والأدوية. الاستشارة عادة ما تكون بنوع من العلاج السلوكي المعرفي. والأدوية مثل: مضادات الاكتئاب، البنزوديازيبينات، أو حاصرات بيتا، قد تحسن الأعراض.
أحد وسائل العلاج الشائعة لاضطرابات القلق تشمل تغيير في نمط الحياة ومن خلال العلاج النفسي. يمكن استخدام عقاقير خاصة بوصفات طبية من أخصائيين، وذلك في حال عدم نجاعة الوسائل الأولية.

## أنواع

### اضطراب القلق العام
اضطراب القلق العام (GAD) هو اضطراب شائع، يتميز بقلق طويل الأمد لا يركز على أي شيء أو حالة واحدة. يعاني المصابين بالقلق العام من خوف وقلق دائم غير محدد، ويصبحون مهتمين بشكل كبير بالأمور اليومية. اضطراب القلق العام «يتميز بالقلق المفرط والمزمن مصحوبًا بثلاثة أو أكثر من الأعراض التالية: التململ، والتعب، ومشاكل التركيز، والتهيج، وتوتر العضلات، واضطراب النوم». اضطراب القلق العام هو اضطراب القلق الأكثر شيوعًا للتأثير على كبار السن. يمكن أن يكون القلق من أعراض مشكلة إساءة استخدام المواد الطبية أو المخدرات، ويجب أن يكون المهنيون الطبيون على علم بذلك. يُشَخَّص GAD عندما يكون الشخص شديد القلق لمدة ستة أشهر أو أكثر. قد يجد الشخص أن لديه مشاكل في اتخاذ القرارات اليومية وتذكر الالتزامات نتيجة لعدم التركيز.

### اضطراب الهلع
هي حالة نفسية مُضْعِفة ومزمنة، تتميز بنَوْبَات خوف شديدة ومفاجئة متكررة، وغالباً ما ترافقها أعراض مثل الارتعاش، والارتباك، والدوخة، والغثيان، وصعوبة في التنفس. خفقان القلب، والتعرق. يمكن لنوبات الذعر هذه، التي تعرفها الجمعية الأمريكية للأطباء النفسيين بالخوف أو الانزعاج تحدثُ فجأة وتصل ذروتها من عشر دقائق، أو تستمر لعدة ساعات.
بالإضافة إلى نوبات الذعر المتكررة غير المتوقعة، يمكن أن تحصل النوبة في أي وقت أو زمن لذا يشعر المريض بقلق شديد إزاء حدوث نَوْبَة أخرى قادمة: إما القلق من الآثار المحتملة للنوبة أو الخوف المستمر من النوبات المستقبلية أو التغييرات الكبيرة في السلوك المتعلق بالنوبات. على هذا النحو، يعاني أولئك الذين يعانون من اضطرابات الهلع من أعراض حتى خارج نوبات الهلع المحددة. في كثير من الأحيان، تلاحظ التغيرات الطبيعية في ضربات القلب من قبل المصابين بالهلع، مما يجعلهم يعتقدون أن هناك خطأ ما في قلوبهم أو أنهم على وشك التعرض لنوبة ذعر أخرى. في بعض الحالات، يحدث وعي متزايد (يقظة مفرطة) لعمل الجسم أثناء نوبات الهلع، حيث يُفَسَّر أي تغيير فيزيولوجي محسوس على أنه مرض محتمل يهدد الحياة (توهم مرضي).

### الوسواس القهري
لا يصنف اضطراب الوسواس القهري (OCD) على أنه اضطراب القلق من قبل الـ DSM-5 ولكنه يصنف بواسطة المراجعة العاشرة للتصنيف الدولي للأمراض. هي حالة يكون فيها الشخص هواجس (أفكار أو صور مزعجة ومستمرة مبالغ فيه) وسلوك قهري(القيام بأفعال أو طقوس محددة بشكل متكرر)، والتي لا تنتج عن المخدرات أو النظام الفيزيائي، والتي تسبب الكرب أو الخلل الاجتماعي. الطقوس القهرية هي قواعد شخصية تتبع لتخفيف القلق. يؤثر اضطراب الوسواس القهري على ما يقرب من 1-2 ٪ من البالغين (إلى حد ما النساء أكثر من الرجال)، وأقل من 3٪ من الأطفال والمراهقين.
يعرف الشخص المصاب بالوسواس القهري بأفكار ومخاوف غير منطقية (وسواسية) تؤدي إلى تصرفات قهريّة. يمكن أن ترتبط أعراضهم بالأحداث الخارجية التي يخافونها (مثل حرق منزلهم لأسفل لأنهم ينسون إغلاق الموقد) أو القلق من أنهم سيتصرفون بشكل غير لائق.
ما من مسبّب صريح واضح لاضطراب الوسواس القهري. ولكن قد تكون العوامل المحتملة لاضطراب الوسواس القهري بيولوجية ومعرفية ووراثية. تشمل عوامل الخطر تاريخ العائلي. من أولئك الذين يعانون من الوسواس القهري، فإن حوالي 20٪ من الناس يستطيعون التغلب عليه، وسوف تقل الأعراض على الأقل مع مرور الوقت بالنسبة لمعظم الناس (50٪ أخرى).

### رهاب الخلاء
رهاب الخلاء هو القلق حول الوجود في مكان، أو وضع يكون فيه الهروب صعبًا، أو محرجًا، أو عندما تكون المساعدة غير متوفرة. يرتبط الخوف من الأماكن المكشوفة ارتباطًا وثيقًا باضطراب الهلع، وغالبًا ما يتأجج الخوف من حدوث نوبة فزع. ينطوي المظهر الشائع على الحاجة إلى رؤية ثابتة للباب، أو أي طريق هروب آخر. بالإضافة إلى المخاوف نفسها، غالباً ما يستخدم مصطلح الخوف من الأماكن المكشوفة للإشارة إلى سلوكيات تجنب المواقف التي غالباً ما يعاني المصابون منها. على سبيل المثال، في أعقاب نوبة الهلع أثناء القيادة، قد يعاني شخص يعاني من خوف من الأماكن المكشوفة من القلق بشأن القيادة وبالتالي سيتجنب القيادة. يمكن أن تكون لسلوكيات التجنب هذه عواقب وخيمة وغالباً ما تعزز الخوف الذي تسببه.

### اضطراب القلق الاجتماعي
اضطراب القلق الاجتماعي (SAD، المعروف أيضًا باسم الرهاب الاجتماعي) هو الخوف الشديد وتجنب التدقيق العام السلبي، أو الإحراج العام، أو الإذلال، أو التفاعل الاجتماعي. يمكن أن يكون هذا الخوف محددًا في مواقف اجتماعية معينة (مثل التحدث أمام الجمهور)، أو بشكل أكثر شيوعًا في أغلب التفاعلات الاجتماعية (أو جميعها). القلق الاجتماعي غالبا ما يظهر أعراض جسدية محددة، مثل الاحمرار، والتعرق، وصعوبة في الكلام. كما هو الحال مع جميع الاضطرابات الرهابية، فإن أولئك الذين يعانون من القلق الاجتماعي غالباً ما يحاولون تجنب مصدر قلقهم؛ وفي حالة القلق الاجتماعي، يكون هذا الأمر مشكلة بشكل خاص، وفي الحالات الشديدة يمكن أن يؤدي إلى عزل اجتماعي كامل.
القلق النفسي الاجتماعي (SPA) هو نوع فرعي من القلق الاجتماعي. وهو قلق حول تقييم جسم الشخص من قبل الآخرين. وهو أمر شائع بين المراهقين، وخاصة الإناث.

### اضطراب ما بعد الصدمة
كان اضطراب ما بعد الصدمة (PTSD) مصنفاً من قبل ضمن اضطرابات القلق (انتقل الآن إلى الاضطرابات النفسية المرتبطة بالضغوط والصدمات في الدليل التشخيصي والإحصائي للاضطرابات العقلية، الطبعة الخامسة DSM-V) التي تنتج من تجربة مؤلمة. يمكن أن ينتج الإجهاد اللاحق للصدمة من وضع قاسي، مثل القتال، أو الكوارث الطبيعية، أو الاغتصاب، أو حالات الرهائن، أو إساءة معاملة الأطفال، أو التنمر، أو حتى وقوع حادث خطير. كما يمكن أن ينتج عن التعرض الطويل الأمد (المزمن) لضغوط شديدة؛ على سبيل المثال، الجنود الذين يتحملون معارك فردية ولكن لا يمكنهم التعامل مع القتال المستمر. تشمل الأعراض الشائعة اليقظة المفرطة، وظهور ذكريات مفاجئة، والسلوكيات المتجنبة، والقلق، والغضب، والاكتئاب. بالإضافة إلى ذلك، قد يواجه الأفراد اضطرابات النوم. هناك عدد من العلاجات التي تشكل أساس خطة الرعاية لأولئك الذين يعانون من اضطراب ما بعد الصدمة. وتشمل هذه العلاجات العلاج السلوكي المعرفي (CBT)، والعلاج النفسي، والدعم من العائلة والأصدقاء.
بدأ البحث عن اضطراب ما بعد الصدمة مع قدامى المحاربين في فيتنام، فضلاً عن ضحايا الكوارث الطبيعية وغير الطبيعية. وقد وجدت الدراسات أن درجة التعرض لكارثة هي أفضل مؤشر على الإصابة باضطراب ما بعد الصدمة.

## الأسباب

### الكافيين
تناول الكافيين قد يسبب أو يزيد من اضطرابات القلق، ومن ضمنها اضطراب الهلع. أولئك الذين يعانون من اضطرابات القلق يمكن أن يكون لديهم حساسية عالية للكافيين. اضطراب القلق الناجم عن الكافيين هو فئة فرعية في تشخيص اضطراب القلق الناجم عن إدمان مادة/أدوية في الدليل التشخيصي والإحصائي للاضطرابات العقلية، الطبعة الخامسة (DSM-5). يقع اضطراب القلق الناتج عن مادة/أدوية تحت فئة اضطرابات القلق، وليس فئة الاضطرابات المرتبطة بالمواد والإدمان، على الرغم من أن الأعراض ناتجة عن تأثيرات مادة ما.

### حالات طبية
في بعض الأحيان، قد يكون اضطراب القلق أحد الآثار الجانبية لمرض كامن بالغدد الصماء يسبب فرط نشاط الجهاز العصبي، مثل ورم القواتم أو فرط نشاط الغدة الدرقية.

### الضغط العصبي
يمكن أن تنشأ اضطرابات القلق استجابة لضغوط الحياة مثل المخاوف المالية أو الأمراض الجسدية المزمنة. يعتبر القلق بين المراهقين والشباب شائعًا بسبب ضغوط التفاعل الاجتماعي، والتقييم، وصورة الجسد. القلق شائع أيضاً بين كبار السن الذين يعانون من الخرف. من ناحية أخرى، يُشَخَّص اضطراب القلق في بعض الأحيان بين البالغين الأكبر سناً عندما يسيء الأطباء تفسير أعراض مرض جسدي (تسارع ضربات القلب بسبب عدم انتظام ضربات القلب على سبيل المثال) كعلامات للقلق.

### العوامل الوراثية
يسري اضطراب القلق العام (GAD) في العائلات، وهو أكثر شيوعًا بستة أضعاف في أطفال المصابين بهذا المرض.
في حين عرف القلق على أنه وسيلة تكيّف مع المواقف العصيبة، إلا أنه في الأزمنة الحديثة لا تذكر اضطرابات القلق إلا في صورة سلبية. الأشخاص الذين يعانون من هذه الاضطرابات لديهم أنظمة شديدة الحساسية؛ وبالتالي فإن أنظمتهم تميل إلى المبالغة في رد فعلها تجاه المنبهات التي تبدو غير مؤذية. في بعض الأحيان تحدث اضطرابات القلق لدى أولئك الذين لديهم صدمات نفسية في شبابهم، مما يدل على زيادة نسبة القلق في مستقبل الطفل خاصة إذا كان متوقع أنه سيمر ببعض الصعوبات. في هذه الحالات، ينشأ الاضطراب كطريقة للتنبؤ بأن بيئة الفرد سوف تستمر بتشكيل تهديدات له.

### استمرار القلق
القلق ليس أمراً سيئاً إذا لم يكن بصورة كبيرة. في الواقع فإن الاستجابة الهرمونية للقلق تطورت كميزة، لأنها تساعد البشر على الاستجابة للأخطار. يعتقد الباحثون في الطب التطوري أن هذا التكيف يسمح للإنسان أن يدرك أن هناك تهديدًا محتملاً وأن يتصرف وفقًا لذلك لضمان أكبر قدر من الحماية. وقد تبين بالفعل أن الذين يعانون من مستويات منخفضة من القلق لديهم خطر أكبر للوفاة من أولئك الذين لديهم مستويات متوسطة. هذا لأن غياب الخوف يمكن أن يؤدي إلى الإصابة أو الموت. بالإضافة إلى ذلك، وجد أن المرضى الذين يعانون من القلق والاكتئاب لديهم نسبة انتشار أمراض أقل من المصابين بالاكتئاب فقط. تشتمل الأهمية الوظيفية للأعراض المرتبطة بالقلق: زيادة في الانتباه، والاستعداد السريع لأداء أي فعل، وتقليل احتمالية التهديدات. الأفراد الضعفاء في الحياة البرية، مثل المصابين أو الحوامل، لديهم استجابة للقلق أكبر من غيرهم، مما يجعلهم أكثر يقظة. وهذا يدل على تاريخ تطوري طويل لاستجابة القلق.

### الآلية البيولوجية
انخفاض مستويات حمض الغاما-أمينوبيوتيريك (GABA) -وهو ناقل عصبي يقلل من النشاط في الجهاز العصبي المركزي- يساهم في القلق. تحقق عدد من الأدوية المضادة للقلق تأثيرها من خلال التأثير على مستقبلات الـ GABA.
تعتبر مثبطات إعادة امتصاص السيروتونين الانتقائية (SSRIs) -وهي الأدوية الأكثر شيوعًا في علاج الاكتئاب- العلاجات الأساسية لاضطرابات القلق.

## التشخيص
اضطرابات القلق غالباً ما تكون حالات مزمنة حادة، والتي يمكن أن تكون موجودة في سن مبكرة أو تبدأ فجأة بعد حدث كبير. وهم عرضة للظهور في الأوقات شديدة التوتر، وكثيراً ما يصاحبهم أعراض فسيولوجية مثل الصداع، والتعرق، وتشنجات العضلات، وعدم انتظام دقات القلب، والخفقان، وارتفاع ضغط الدم، الأمر الذي يؤدي في بعض الحالات إلى الإرهاق.
في الخطاب العامي، غالبًا ما تستخدم كلمتي القلق والخوف بالتبادل دون وجود فرق بينهم. ولكن في الاستخدام السريري توجد لهم معانٍ مميزة: فالقلق يُعرّف بأنه حالة عاطفية غير سارة لا يُحَدَّد السبب فيها بسهولة، وفي الأغلب غير قابل للسيطرة عليه أو لا يمكن تجنبه، في حين أن الخوف هو استجابة عاطفية وفسيولوجية لسبب خارجي يمكن تحديده.
تشخيص اضطرابات القلق أمر صعب لأنه لا توجد مؤشرات حيوية موضوعية، فهو يعتمد على الأعراض، والتي عادة ما تكون موجودة لمدة ستة أشهر على الأقل، وتكون أكثر مما هو متوقع للموقف، وتقلل أداء الفرد. يمكن استخدام العديد من استبيانات القلق العام للكشف عن أعراض القلق، مثل (STAI)، واضطراب القلق العام 7 (GAD-7)، (BAI)، ومقياس زنج للقلق الذي يملئ ذاتياً، ومقياس تايلور للقلق الظاهر. هناك استبيانات أخرى تجمع بين قياس القلق والاكتئاب في الوقت نفسه، مثل مقياس هاميلتون لقياس القلق، مقياس القلق والاكتئاب في المستشفى (HADS)، استبيان صحة المريض (PHQ)، ونظام قياس معلومات نتائج المرضى (PROMIS). تتضمن أمثلة استبيانات القلق الخاصة باضطرابات معينة: مقياس ليبوويتز للتوتر الاجتماعي (LSAS)، مقياس القلق الاجتماعي (SIAS)، جرد الرهاب الاجتماعي (SPIN)، مقياس الرهاب الاجتماعي (SPS)، استبيان القلق الاجتماعي (SAQ-A30).
غالبا ما تحدث اضطرابات القلق جنبا إلى جنب مع الاضطرابات العقلية الأخرى، وخاصة الاكتئاب، والتي قد تحدث فيما يصل إلى 60 ٪ من الأشخاص الذين يعانون من اضطرابات القلق. حقيقة أن هناك تداخل كبير بين أعراض القلق والاكتئاب، وأن نفس العوامل البيئية يمكن أن تثير أعراض في أي من الحالتين، قد تساعد على تفسير هذا المعدل المرتفع من الإصابة المرضية المشتركة.
تشير الدراسات أيضا إلى أن اضطرابات القلق هي أكثر احتمالاً في أولئك الذين لديهم تاريخ عائلي من اضطرابات القلق، وخاصة أنواع معينة منها.
غالبًا ما يصاحب اضطرابات القلق العجز الجنسي، وعلى الرغم من صعوبة تحديد ما إذا كان القلق يسبب الخلل الوظيفي الجنسي أو ما إذا كانوا نشأوا سوياً من سبب مشترك. المظاهر الأكثر شيوعًا في الأفراد الذين يعانون من اضطرابات القلق هي تجنب الجماع، أو القذف المبكر، أو ضعف الانتصاب في الرجال، والألم أثناء الجماع بين النساء. الضعف الجنسي شائع بشكل خاص بين الأشخاص الذين يعانون من اضطرابات الهلع (الذين قد يخشون من حدوث نوبة الهلع خلال الإثارة الجنسية)، واضطراب ما بعد الصدمة.

## الوقاية
يتزايد التركيز على الوقاية من اضطرابات القلق. هناك أدلة مبدئية لدعم استخدام علاج سلوكي معرفي  والعلاج باليقظة. اعتبارا من عام 2013، لا توجد تدابير فعالة لمنع GAD عند البالغين.

## العلاج
العلاج السلوكي المعرفي (CBT) فعال في علاج اضطرابات القلق ويعتبر علاجًا أساسياً. وتظهر الأدلة أن العلاج السلوكي المعرفي فعال بنفس القدر عند تنفيذه عبر الإنترنت.
كما يمكن أن تساهم كتب المساعدة الذاتية في علاج الأشخاص الذين يعانون من اضطرابات القلق. لكن ليس من الواضح ما إذا كان التأمل له تأثير على القلق، ويبدو أن التأمل المتعالي لا يختلف عن أنواع التأمل الأخرى.

### نمط الحياة والنظام الغذائي
تشمل التغيرات في نمط الحياة التمارين الرياضية، والتي يوجد دليل بحثي معتدل في صحته على دورها في الشعور بعض التحسن، وتنظيم نمط النوم، والحد من تناول الكافيين، ومنع التدخين. إن لإيقاف التدخين دور في تقليل القلق بدرجة كبيرة قد تكون حتى أكبر من دور الأدوية. وقد تقلل الأحماض الدهنية أوميجا 3 غير المشبعة (مثل زيت السمك) القلق، لا سيما في المرضى ذوي الأعراض الجسيمة.

## اقرأ أيضاً
- اضطراب الشخصية
- اضطراب القلق العام